# Giacomo Bozzano
Giacomo Bozzano (Sestri Levante, Italija, 12. travnja 1933. – Sestri Levante, Italija, 21. studenog 2008.) je pokojni talijanski boksač u teškoj kategoriji. Natjecao se u amaterskom a potom u profesionalnom boksu dok je na Olimpijadi u Melbourneu 1956. osvojio brončanu medalju.

## Karijera
Bozzano je rođen u Sestri Levanteu, u talijanskoj rivijeri a boks je gotovo cijelu karijeru trenirao u klubu Aurora Boxe (današnji Tito Copello). Iako tijekom sportske karijere nikad nije osvojio neku boksačku titulu, Bozzano je glasio za jednog od najboljih talijanskih boksača tijekom 1950-ih i 1960-ih.
Tijekom bavljenja amaterskim boksom osvojio je olimpijsku broncu u australskom Melbourneu nakon što je u polufinalu izgubio od sovjetskog protivnika Leva Muhina. Nakon tog uspjeha, Talijan prelazi u profesionalni boks. Debitirao je 2. ožujka 1957. te u petoj rundi nokautirao Dantea Lepercqa. Već sljedeće godine pobijedio je američkog Talijana Joeyja Maxima, bivšeg svjetskog prvaka u teškoj kategoriji.
U svojoj karijeri borio se za EBU naslov europskog prvaka dok je u posljednjoj borbi za naslov nacionalnog prvaka izgubio od Santa Amontija. Tijekom bavljenja profesionalnim boksom, Bozzano je u 34 mečeva ostvario impresivnu 31 pobjedu.
Sa suprugom Kristinom vodio je restoran a preminuo je 21. studenog 2008.

## Mečevi u profesionalnom boksu
| Rezultat | Omjer  | Protivnik           | Razlog           | Runda | Datum               | Mjesto održavanja  | Bilješka                            |
| -------- | ------ | ------------------- | ---------------- | ----- | ------------------- | ------------------ | ----------------------------------- |
| Poraz    | 31-0-3 | Santo Amonti        | nokaut           | 3     | 13. listopada 1962. | Rim, Italija       | Borba za titulu talijanskog prvaka. |
| Pobjeda  | 31-0-2 | Horst Niche         | bodovi           | 10    | 26. svibnja 1962.   | Genova, Italija    |                                     |
| Pobjeda  | 30-0-2 | Horst Niche         | bodovi           | 8     | 22. prosinca 1961.  | Bologna, Italija   |                                     |
| Pobjeda  | 29-0-2 | Jose Peyre          | tehnički nokaut  | 7     | 22. studenog 1961.  | Genova, Italija    |                                     |
| Pobjeda  | 28-0-2 | Alain Cherville     | tehnički nokaut  | 8     | 30. rujna 1961.     | Genova, Italija    |                                     |
| Pobjeda  | 27-0-2 | José González Sales | nokaut           | 3     | 12. kolovoza 1961.  | Genova, Italija    |                                     |
| Poraz    | 26-0-2 | Gerhard Zech        | nokaut           | 2     | 7. prosinca 1960.   | Milano, Italija    |                                     |
| Pobjeda  | 26-0-1 | Bert Whitehurst     | bodovi           | 10    | 1. listopada 1960.  | Milano, Italija    |                                     |
| Poraz    | 25-0-1 | Hans Kalbfell       | tehnički nokaut  | 8     | 5. studenog 1959.   | Dortmund, Njemačka | Borba za titulu europskog prvaka.   |
| Pobjeda  | 25-0-0 | Rocky Brown         | nokaut           | 1     | 27. svibnja 1959.   | Milano, Italija    |                                     |
| Pobjeda  | 24-0-0 | Joe Bygraves        | bodovi           | 10    | 19. travnja 1959.   | Milano, Italija    |                                     |
| Pobjeda  | 23-0-0 | Robert Duquesne     | diskvalifikacija | 3     | 21. siječnja 1959.  | Milano, Italija    |                                     |
| Pobjeda  | 22-0-0 | Sifa Kivalu         | tehnički nokaut  | 6     | 29. studenog 1958.  | Milano, Italija    |                                     |
| Pobjeda  | 21-0-0 | Al Kramp            | tehnički nokaut  | 1     | 18. listopada 1958. | Milano, Italija    |                                     |
| Pobjeda  | 20-0-0 | Franco Cavicchi     | nokaut           | 8     | 7. rujna 1958.      | Bologna, Italija   |                                     |
| Pobjeda  | 19-0-0 | Emile Vidal         | tehnički nokaut  | 5     | 18. srpnja 1958.    | Rim, Italija       |                                     |
| Pobjeda  | 18-0-0 | José González Sales | tehnički nokaut  | 4     | 15. lipnja 1958.    | Bologna, Italija   |                                     |
| Pobjeda  | 17-0-0 | Joey Maxim          | bodovi           | 10    | 27. travnja 1958.   | Milano, Italija    |                                     |
| Pobjeda  | 16-0-0 | Ossi Buettner       | bodovi           | 8     | 8. veljače 1957.    | Basel, Švicarska   |                                     |
| Pobjeda  | 15-0-0 | Hans Friedrich      | bodovi           | 10    | 26. prosinca 1957.  | Milano, Italija    |                                     |
| Pobjeda  | 14-0-0 | Maurice Mols        | bodovi           | 8     | 26. listopada 1957. | Milano, Italija    |                                     |
| Pobjeda  | 13-0-0 | Uber Bacilieri      | bodovi           | 8     | 16. listopada 1957. | Milano, Italija    |                                     |
| Pobjeda  | 12-0-0 | Alain Cherville     | bodovi           | 8     | 14. rujna 1957.     | Milano, Italija    |                                     |
| Pobjeda  | 11-0-0 | Maurice Mols        | bodovi           | 8     | 27. srpnja 1957.    | Genova, Italija    |                                     |
| Pobjeda  | 10-0-0 | Eriwn Hack          | tehnički nokaut  | 4     | 26. lipnja 1957.    | Milano, Italija    |                                     |
| Pobjeda  | 9-0-0  | Lucien Touzard      | nokaut           | 4     | 29. svibnja 1957.   | Milano, Italija    |                                     |
| Pobjeda  | 8-0-0  | Louis De Bolster    | bodovi           | 6     | 15. svibnja 1957.   | Genova, Italija    |                                     |
| Pobjeda  | 7-0-0  | Bonino Allevi       | tehnički nokaut  | 4     | 8. svibnja 1957.    | Chiavari, Italija  |                                     |
| Pobjeda  | 6-0-0  | Marcel Limage       | tehnički nokaut  | 5     | 27. travnja 1957.   | Milano, Italija    |                                     |
| Pobjeda  | 5-0-0  | Armand Boudin       | tehnički nokaut  | 3     | 16. travnja 1957.   | Pavia, Italija     |                                     |
| Pobjeda  | 4-0-0  | Hans Peter Drabes   | bodovi           | 6     | 3. travnja 1957.    | Milano, Italija    |                                     |
| Pobjeda  | 3-0-0  | Heinz Lemm          | bodovi           | 6     | 20. ožujka 1957.    | Milano, Italija    |                                     |
| Pobjeda  | 2-0-0  | Horst Herold        | bodovi           | 6     | 13. ožujka 1957.    | Milano, Italija    |                                     |
| Pobjeda  | 1-0-0  | Dante Lepercq       | tehnički nokaut  | 5     | 2. ožujka 1957.     | Milano, Italija    |                                     |

## Vanjske poveznice
- Profil Bozzana na Sports-reference.com  Arhivirana inačica izvorne stranice od 17. prosinca 2012. (Wayback Machine)
- Accadde oggi: 7 settembre 1958 Bozzano mette ko Cavicchi all’VIII round